# Texas v. White
Texas v. White – sprawa z 1869 r. w której Sąd Najwyższy Stanów Zjednoczonych orzekł o dopuszczalności secesji.
W 1851 r. Teksas otrzymał od rządu federalnego papiery wartościowe o wartości 10 milionów ówczesnych dolarów jako odszkodowanie za utratę części ziem wprowadzoną przez kompromis 1850 roku. Po wybuchu wojny secesyjnej część z nich została nabyta przez dom maklerski należący do George'a W. White'a i Johna Chilesa. 
W czasie Rekonstrukcji władze Teksasu podjęły starania, 
by uzyskać płatność za część tych papierów. Wymagało wyjaśnienia, czy Teksas był częścią Unii w sposób nieprzerwany i czy w związku z tym możliwe było jego działanie jako powoda. 
Pozwani twierdzili, że skoro Teksas w początkach 1861 opuścił USA, utracił tym samym prawa do występowania w takim charakterze.
Sąd Najwyższy pod przewodnictwem Salmona Chase uznał, że Teksas pomimo odłączenia pozostawał częścią Unii. "Gdy Teksas został jednym ze Stanów Zjednoczonych, wszedł z nimi w nierozwiązywalną łączność" (when, therefore, Texas became one of the United States, she entered into an indissoluble relation) bowiem "przystąpienie do Unii było czymś więcej niż przymierzem" [admission into the Union was something more than a compact), "związek Teksasu z innymi stanami był tak pełny, trwały i nierozerwalny jak związek między pierwotnymi stanami" (The union between Texas and the other States was as complete, as perpetual, and as indissoluble as the union between the original States), "nie było tu miejsca na ponowne rozpatrzenie lub odwołanie, z wyjątkiem przewrotu lub zgody stanów" (here was no place for reconsideration or revocation, except through revolution or through consent of the States).
Orzeczenie to uznawało odłączenie za możliwe wyłącznie w drodze udanego przewrotu bądź zgody pozostałych stanów.
W sprawie papierów wartościowych Sąd postanowił, że stan Texas zachował ich własność i był uprawniony do ich odzyskania lub wypłaty odszkodowania od posiadaczy.
Votum separatum trzech sędziów uznawało, że położenie Teksasu było podobne bardziej do indiańskich plemion (Indian tribes) niż stanu.
Podobne rozstrzygnięcie o trwałości Unii wydał Sąd Najwyższy w sprawie Knox v. Lee w 1871 r.